# Paragomeda typica
Paragomeda typica är en insektsart som beskrevs av William Lucas Distant 1914. Paragomeda typica ingår i släktet Paragomeda och familjen Flatidae. Inga underarter finns listade i Catalogue of Life.